# Solfara Lucia
La solfara Lucia o miniera Lucia era una miniera di zolfo sita in provincia di Agrigento nelle vicinanze di Favara.

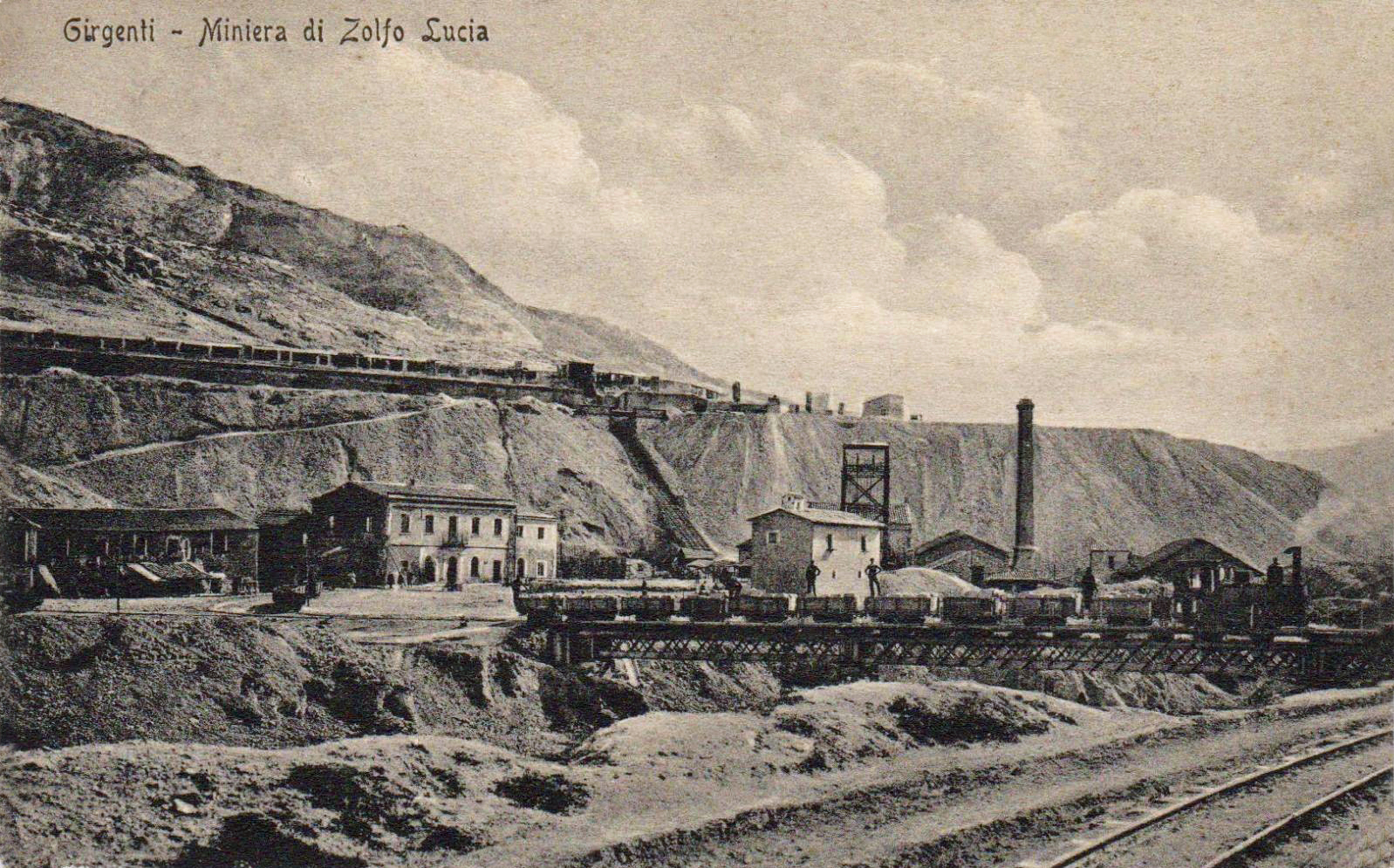
La solfara Lucia

La solfara, di proprietà del duca di Monteleone e già attiva nel 1839, risulta abbandonata.
La miniera Lucia era collegata a Porto Empedocle mediante la tranvia Porto Empedocle-Lucia, una linea a scartamento ridotto con trazione a vapore della lunghezza di 15 km.